# Nova Lacertae 1910
La DI Lacertae o Nova Lacertae 1910 es el nombre que los astrónomos le dieron a la nova aparecida en la constelación de Lacerta en el año 1910 .
Esta alcanzó un brillo máximo de magnitud 4.6 . Este brillo decreció en 37 días en magnitud 3 . Ahora este brillo es de magnitud 14.
Fue descubierta por T. H. E. C. Espin.
Coordenadas :
- Ascensión recta: 22h 35m 47s.98
- Declinación: +52° 42' 57".7

- Datos: Q1378187